# Waldwinter (film 1936)
Waldwinter è un film del 1936 diretto da Fritz Peter Buch.

## Trama
Il marito di Marianne, prima di sposarla, ha lasciato l'amante. Ora Marianne si interroga sul proprio futuro, chiedendosi se prima o poi non succederà anche a lei la stessa cosa. Così, quando vede che il marito - appreso del tentativo di suicidio dell'amante abbandonata - reagisce alla notizia con una risata, Marianne rimane scossa. Litiga violentemente con l'uomo, accusandolo di essere senza cuore, e quindi decide di lasciarlo e di divorziare. Rifugiatasi per una vacanza tra le montagne, incontra due uomini che le fanno la corte: il primo è Walter Peters, uno scrittore, il secondo Hartwig, un selvaggio guardiacaccia. Durante un'escursione, Hartwig spara al suo rivale che, ferito, viene curato da Marianne. L'incidente l'avvicina sempre più a Walter e i due, ormai innamorati, decidono di dividere insieme la loro vita.

## Produzione
Il film fu prodotto dall'Universum Film (UFA).

## Distribuzione
Distribuito dall'UFA-Filmverleih, uscì nelle sale cinematografiche tedesche presentato al Titania-Palast di Berlino il 14 luglio 1936. Lo stesso giorno, l'Ufa Film Company lo distribuì negli Stati Uniti in versione originale senza sottotitoli.